# 아버지와 아들 (2001년 드라마)
《아버지와 아들》은 2001년 7월 21일부터 2001년 10월 28일까지 방영되었던, SBS 서울방송 주말극장이다.
박진숙 작가가 SBS로 잠시 옮긴 후 처음 집필한 작품이었으며, 강원도 지역을 배경으로 한 드라마 작품이었지만, 전통적인 가부장주의적 사고에서 벗어나지 못했다는 지적이 있었다.

## 제작진
- 제작 : SBS 프로덕션
- 기획 : 이현석
- 극본 : 박진숙
- 연출 : 김한영

## 등장 인물

### 강가네 오부자
- 주현 : 강태걸 역

4남(4형제)의 아버지. 아내를 병으로 상배(사별).
- 최철호 : 강일두 역

태걸의 장남
- 김명민 : 강재두 역

태걸의 차남
- 이종수 : 강삼두 역

태걸의 삼남
- 조현재 : 강종두 역

태걸의 사남
- 최지연 : 김명진 역

강일두의 연인. 우체국 직원이다. 부모님이 한 날 한 시에 교통사고로 사망했다. 일두 형제의 아버지인 태걸은 죽은 아버지의 친구이기도 하다.
- 정유석 : 김명호 역

명진의 오빠. 조각하는게 특기이다. 미술 쪽으로 일가견이 있는듯. 부모님이 한 날 한 시에 교통사고로 사망했다. 일두 형제의 아버지인 태걸은 죽은 아버지의 친구이기도 하다.
- 김영옥 : 박영옥(박 노인) 역

일두, 재두, 삼두, 종두 4형제의 친모의 모친. 즉 4형제의 외할머니. 딸이 죽었음에도 불구하고 사위와 외손자들과 함께 한 집에서 살고 있다.
- 장욱제(?) : 김종태 역

태걸의 죽마고우. 태걸이 부르는 별명은 좁쌀. 원래는 명진, 명호의 아버지와 은주의 아버지와 네 명이서 4총사였다고 한다. 낙천적인 성격이지만 슬하에 자녀가 없어 고민이다.
- 박혜숙 : 엄한숙(애월댁) 역

종태의 아내. 동네에서 해장국 가게를 한다. 슬하에 자녀가 없어 늘 우울해한다. 그래도 남편과 금슬은 좋은 편.
- 김흥기 : 김종욱 역

- 안해숙 : 한숙동 역

- 한춘일 : 한성근 역

- 이경진 : 이갑순 역

은주의 모친. 심신이 약하다.
- 선우재덕 : 박사장 역

삼두가 취직한 회사의 사장. 명진을 짝사랑한다.
- 설수진 : 박미림 역

박사장의 동생. 삼두가 취직한 회사의 직원. 삼두와 같은 연구실에 근무한다.
- 차주옥 : 양양순(다방 마담) 역

- 한채영 : 양강자 역

은주의 초등학교 때부터 친구. 은주네 과수원 관리인의 딸이기도 하다. 은주네 곁방에 얹혀 산다. 은주에게 열등감이 있는듯.
- 김혜선 : 봉혜숙 역

심장병 환자 슬기의 엄마. 남편과 사별인지 이혼인지는 모르나 싱글맘으로 혼자서 슬기를 키우려 했지만 생활고로 슬기를 보육원에 맡기고 막일을 하러 다니다가 태걸의 도움으로 슬기의 수술비도 마련하고 딸과 함께 태걸의 집에서 함께 살게 된다.
- 박미영 : 봉선주 역

- 김정은 : 정은주 역

태걸의 죽은 친구 중 한 명의 외동딸. 과수원집 딸. 아버지가 죽은 뒤 서울로 올라가서 살다가 초등학교 선생님이 되어 고향으로 아픈 어머니를 모시고 돌아왔다. 재두와 연인 사이로 발전.
- 김현정 : 함순이 역

- 박정웅 : 송갑수 역

- 선우은숙 : 강자 모 역

은주네 과수원 관리인의 아내이자 강자의 엄마. 은주네에 얹혀 살지만 주인집인 은주네에게 열등감을 가지고 있다.
- 김정민 : 송정필 역

- 강경헌 : 송분자 역

- 천호진 : 서광태 역

동네 조폭. 나이트클럽 운영중. 재두의 싸움 실력을 보고 재두를 부하로 만들기 위해 탐내고 있다.
- 김동수 : 서진태 역

- 신국 : 서덕출 역

- 김정 : 금애주 역

- 신소미 : 서봉미 역

- 강현종 : 서현태 역

- 엄성태 : 서점태 역

- 박현숙 : 금학주 역

- 정종준 : 강자 부 역

강자의 아버지. 은주네 과수원 관리인. 은주네에게 옛날에 은혜를 입었다고 한다. 그래서 은주네에게 시대에 맞지 않게 과할 정도로 충성한다.
- 김동균 : 박이만 지소장 역

- 고미영 : 원아영 간호원 역

- 김태영 : 육판동 임상병리학과 검시의 역

- 민경조 : 민규숙 임상병리학과 레지던트 전공의 역

- 장은비 : 안애철 간호원 역

- 임채연 : 임해선 간호원 역

- 송희아 : 선영진 간호원 역

- 이경화 : 호진수 간호원 역

### 강씨 아들 4형제의 친구들 관련
- 김용준 : 오대춘 역

- 조현철 : 오대양 역

- 이계인 : 오찬우 역

- 구보석 : 오달봉 역

- 김영석 : 오동추 역

- 김성희 : 신덕자 역

- 조권탁 : 조병희 역

- 조선주 : 조선아 역

- 방경림 : 조선자 역

- 권오영 : 권상표 역

- 김성훈 : 주성엽 역

- 김형범 : 범택보 역

- 백승욱 : 정승욱 역

- 이다연 : 정윤희 역

- 원숙희 : 정숙희 역

## 참고 사항
- 극중 은주 역으로 나온 김정은은 당시 같은 방송사 드라마 《여인천하》에 출연하고 있었는데 이 드라마 담당 PD 김재형씨의 반대로 명확한 출연 여부를 결정하지 못했다[2].
- 결국 김정은은 5회부터 간신히 합류할 수 있었으나[3] 이 과정에서 시청자들로부터 거침없는 비판을 받았고 이런 혼란 탓인지 10% 안팎의 저조한 시청률로 기대 이하의 성적에 그쳐 애초 기획된 50부작에서 20편 축소된 30회 만에 조기종영되는 수모를 당했으며[4] 담당 PD 김한영씨는 <아버지와 아들>의 실패 후 SBS프로덕션과 결별했고 이 작품이 본인의 마지막 드라마 연출작이 되었으며 은주 역으로 나온 김정은은 <아버지와 아들>, 《여인천하》두 드라마 겹치기 출연 등의 이유 때문에 2000년 5월 19일부터 진행을 맡아 온 SBS 예능 프로그램 《기분좋은 밤》에서 2001년 8월 31일 방송분을 끝으로 빠졌고 당시 김정은 자리에는 손태영이 투입되었지만 작곡가 주영훈, 영화배우 신현준과의 삼각관계 때문에[5] 많은 부담감을 겪어왔으며 이 과정에서 시청률이 갈수록 떨어져 2001년 11월 2일 방영분을 끝으로 막을 내렸고 후속작으로 《박수홍, 박경림의 아름다운 밤》이 신설되었으나 전작 《기분좋은 밤》과 다를 게 없다는[6] 비판이 있었으며 결국 1년을 넘기지 못했다.